# Hrabstwo Blount (Alabama)

Piramida wieku hrabstwa

Hrabstwo Blount – hrabstwo w stanie Alabama w USA. Populacja liczy 57 322 mieszkańców (stan według spisu z 2010 roku).
Powierzchnia hrabstwa to 1685 km². Gęstość zaludnienia wynosi 34 osoby/km².

## Miasta i miasteczka
- Allgood
- Altoona
- Blountsville
- Cleveland
- County Line
- Garden City
- Hayden
- Highland Lake
- Locust Fork
- Nectar
- Oneonta
- Rosa
- Smoke Rise (CDP)
- Snead
- Susan Moore
- Warrior